# Parafia Matki Bożej Królowej Nieba i Ziemi w Ujazdach
Parafia Matki Bożej Królowej Nieba i Ziemi w Ujazdach – parafia rzymskokatolicka znajdująca się w archidiecezji przemyskiej w dekanacie Błażowa.

## Historia
W latach 20. XX wieku ks. Michał Siedleczka z Wesołej postanowił zbudować ochronkę w Ujazdach. Zakupił ziemię i zbudował mieszkanie dla zakonnic i budynek szkolny. W 1930 roku ochronka została przekazana siostrom zakonnym Prezentkom, a 6 czerwca 1931 roku kuria biskupia w Przemyślu wydała zgodę na założenie domu zakonnego. 24 lipca 1932 roku bp Anatol Nowak zezwolił w kaplicy przechowywać Najświętszy Sakrament z dostępem dla ludności. 24 sierpnia 1932 roku ks. dziekan Wojciech Stachyrak z Futomy poświęcił kaplicę pw. Ofiarowania Najświętszej Maryi Panny. Gdy zbudowano budynek kapelanii, w 1939 roku przybył emeryt ks. Stanisław Szpunar, który został kapelanem sióstr. 
1 sierpnia 1965 roku kapelanem został ks. Augustyn Wójcik. 10 stycznia 1974 roku dekretem biskupa Ignacego Tokarczuka została erygowana parafia, z wydzielonego terytorium parafii Łubno, parafii Kąkolówka, parafii Wesoła i parafii Błażowa. Przez kilka lat parafia korzystała z niewielkiej kaplicy w Ochronce SS. Prezentek. 
W 1981 roku zbudowano plebanię. W latach 1982–1986, w centrum wsi zbudowano murowany kościół, według projektu architektów inż. A. Smoczyńskiego i inż. Władysława Jagiełły. W 1986 roku bp Ignacy Tokarczuk poświęcił nowy kościół, pw. Matki Bożej Królowej Nieba i Ziemi. W 1991 roku siostry sprzedały ochronkę i opuściły parafię. 20 sierpnia 2017 roku odbyła się konsekracja kościoła, której dokonał abp. Adam Szal.
Na terenie parafii jest 730 wiernych.
Proboszczowie parafii:
1974–1999. ks. kan. Augustyn Wójcik.
1999–2019. ks. kan. Janusz Borek.
2019. ks. Marian Ruszała.
2019–2025 ks. Adam Daraż.
2025- nadal ks. Marek Lewandowski.